# Mélodie passagère
Mélodie passagère (Alice canta Satie, Fauré, Ravel) è il decimo album in studio di Alice, pubblicato nel 1988, 

## Descrizione
Venne registrato con l'accompagnamento al pianoforte di Michele Fedrigotti e riprende arie e lieder dei tre compositori francesi. Mélodie passagère fu pubblicato dopo diversi concerti (come quello tenuto alla Sala Verdi del Conservatorio di Milano), sempre con l'accompagnamento al pianoforte di Michele Fedrigotti. Chanson d'amour fu utilizzata per la promozione televisiva.
La foto sul retro della copertina è tratta da un servizio di Fulvio Ventura (abiti di Mariella Burani), che apparve in un articolo dell'epoca sulla rivista Max.

## Tracce
1. Les anges – 1:40 (Satie)
2. Sylvie – 1:57 (Satie)
3. Elégie – 1:43 (Satie)
4. Chanson d'amour – 2:32 (Fauré)
5. Barcarolle – 1:40 (Fauré)
6. Après un reve – 1:39 (Fauré)
7. Adieu – 1:58 (Fauré)
8. Gnossienne n.4 – 2:38 (Satie)
9. Air du poète – 0:48 (Satie)
10. Spleen – 0:40 (Satie)
11. Daphénéo – 1:10 (Satie)
12. Air du rat – 0:40 (Satie)
13. Chanson médiévale – 1:24 (Satie)
14. Chanson – 1:11 (Satie)
15. Kaddish – 4:02 (Ravel)
16. Gnossienne n.1 – 3:48 (Satie)
17. Hymne – 4:39 (Satie)
18. Pie Jesu – 4:18 (Fauré)

Durata totale: 38:27

## Formazione
- Alice - voce, tastiera
- Michele Fedrigotti - tastiera, pianoforte